# Голос кохання
Голос кохання — канадсько-французький драматичний фільм 2020 року. Режисер і сценарист Валері Лемерсьє. Продюсери Едуард Вейл та Лоран Зейтун. Світова прем'єра відбулася 4 жовтня 2020 року; прем'єра в Україні -20 січня 2022 року.

## Про фільм
Чарівна історія музичного становлення. В Квебеці наприкінці 1960-х у багатодітній родині, де всі захоплюються музичною творчістю, народжується 14-та дитина — дівчинка Алін. Коли вона підростає, родина розуміє, що у Алін золотий голос. Одного разу її спів чує відомий музичний продюсер і розуміє — вона підкорить світ своїм талантом.

## Знімались
| Актор            | Роль |
| ---------------- | ---- |
| Валері Лемерсьє  |      |
| Сільвен Марсель  |      |
| Рок Лафортюн     |      |
| Антуан Везіна    |      |
| Паскаль Дероше   |      |
| Жан-Ноель Бруте  |      |
| Вікторія Сіо     |      |
| Соня Вашон       |      |
| Ален Зуві        |      |
| Марк Беланд      |      |
| Ів Жак           |      |
| Дженн-Енн Волкер |      |